# فدریکو مورنو توروبا
فدریکو مورنو توروبا (اسپانیایی: Federico Moreno Torroba‎؛ ‏ ۳ مارس ۱۸۹۱؛ ۳ مارس ۱۸۹۱ - ۱۲ سپتامبر ۱۹۸۲) موسیقی‌دان و آهنگساز اهل اسپانیا بود.
از فیلم‌هایی که وی در آن‌ها نقش داشته است، می‌توان به برترین گنج اشاره نمود.